# Karel Navrátil (kněz)
Karel Navrátil (29. října 1830 Kondrac — 14. září 1887 Praha) byl český katolický kněz. Působil ve středních Čechách a v Praze, v posledních letech jako farář u sv. Jindřicha. Sepsal historii několika pražských kostelů (Kostel Panny Marie a svatého Karla Velikého na Karlově, Kostel svatého Haštala, Kostel svatého Jindřicha a svaté Kunhuty).

## Život
Narodil se 29. října 1830 ve vsi Kundratec pod Blaníkem na Táborsku (zřejmě dnešní obec Kondrac). Roku 1842 ho rodiče poslali na německou školu do Prahy, odkud brzy přestoupil na staroměstské gymnázium, vedené tehdy Josefem Jungmannem. V prvních letech zápasil s hmotným nedostatkem. Výuka probíhala v němčině, Navrátil se ale také zdokonaloval v češtině zásluhou profesorů Františka Svobody, který u něj vzbudil zájem, a Jana Pravoslava Koubka, jehož přednášky na univerzitě navštěvoval. Roku 1847 rozšiřoval spolu s pozdějším knězem Františkem Eškou mezi svými spolužáky psaný studentský časopis Flora.
Po maturitě se v letech 1851-52 vzdělával v pražském arcibiskupském semináři a roku 1855 byl vysvěcen na kněze. Nejprve působil jako kaplan a katecheta v Jílovém, pak u sv. Haštala (1856-62) a sv. Jindřicha (1862-70). V roce 1869 byl jmenován duchovním správcem kostela a chudobince na Karlově. O tři roky později ho sbor c. k. priv. pěchoty ozbrojených měšťanů pražských zvolil za svého kaplana. Z Karlova byl přeložen do Kojetic a v posledních čtyřech letech života působil jako farář u sv. Jindřicha. Vedle kněžských povinností se účastnil činnosti dobročinných organizací a vydával spisy, zejména náboženské a o historii jím spravovaných kostelů.
Současníci ho uznávali pro liberální smýšlení, humanismus a přívětivé chování; oceňovali i jeho úsilí o zvelebení kostelů a literární činnost.
Zemřel 14. září 1887 v Praze po dlouhé nemoci.

## Dílo
Byl autorem následujících spisů:
- Osudy kostela, fary a školy u sv. Haštala v Starém Městě Pražském (1861)
- Paměti hlavního kostela farního, fary a školy sv. Jindřicha a sv. Kunhuty v Novém městě Pražském (1869)
- Paměti kostela Panny Marie na nebe vzaté a sv. Karla Velikého a bývalého královského kláštera řeholních kanovníků Lateranských sv. Augustina, nyní městské chorobnice, na Hoře Karlově v Novém městě Pražském (1877; r. 1881 vyšlo upravené vydání s ilustracemi a překladem do angličtiny, francouzštiny, němčiny a ruštiny

Rovněž napsal nebo přeložil náboženské spisy:
- Náučná kniha o křesťanské zvedenosti od Bernarda Galury, biskupa Anthedonského
- Třiatřicet článkův utrpení Pána Krista